# Kasper Asgreen
Kasper Asgreen (født 8. februar 1995 i Kolding) er en dansk professionel cykelrytter, der er på kontrakt hos World Tour-holdet EF Education-EasyPost. Fra 2016 til marts 2018 kørte han for danske Team Virtu Cycling. Kasper Asgreens professionelle gennembrud kom i april 2019, da han blev nummer to i klassikeren Flandern Rundt. Han vandt i 2021 Flandern Rundt.

## Karriere
Asgreen begyndte at cykle i 2008 hos Kolding Bicycle Club, hvor han stadigvæk er medlem. Forinden havde han redet dressur på ponyen Cindy, og vandt blandt andet distriktsmesterskaberne i Børkop. Han nåede i alt at deltage i 51 dressurstævner.
I 2013 kørte Kasper Asgreen som 2. års junior på Vejle Idrætsefterskoles juniorhold Team CVM – Team Campus Vejle Middelfart. I januar 2014 skiftede han som 18-årig til Odder Cykel Klub, hvor han kørte sit første år som seniorrytter. Han startede i B-rækken, men efter nogle sejre rykkede han hurtigt op i A-rækken, og kørte derefter for Odder CKs A-hold Team Kvickly Odder. I 2014 blev han blandt andet nummer fem ved U23 DM i enkeltstart. Efter én sæson som seniorrytter i Odder, skiftede han i 2015 til det tyske kontinentalhold MLP Team Bergstraße.
Efter ét år i Tyskland gik turen tilbage til Danmark, hvor han fra 1. januar 2016 skrev en to-årig kontrakt med Team TREFOR. I 2017 blev Asgreen dansk U23-mester i enkeltstart med en gennemsnitsfart på 49,978 km/t, og vandt sølv i disciplinen for eliten. Ved EM i landevejscykling i Herning vandt han i U23-rækken guld i enkeltstart foran landsmanden Mikkel Bjerg. 
I slutningen af 2017 forlængede han kontrakten med holdet med ét år, som året før var blevet overtaget af Bjarne Riis og havde skiftet navn til Team Virtu Cycling, så den nu var gældende til udgangen af 2018.

### Deceuninck-Quick Step
1. april 2018 skiftede han til det belgiske World Tour-hold Quick-Step Floors på en kontrakt gældende til og med 2019. 25. august samme år fik han debut ved et Grand Tour-løb, da han blev udtaget til holdets trup ved Vuelta a España 2018. 23. september 2018 blev han sammen med holdkammeraterne Laurens De Plus, Bob Jungels, Yves Lampaert, Maximilian Schachmann og Niki Terpstra verdensmester i holdtidskørsel.
Syv dage efter holdtidskørslen deltog Kasper Asgreen for første gang ved et VM i linjeløb for eliten. Her skulle han agere hjælperytter for Jakob Fuglsang og Michael Valgren. Asgreen var med i et længerevarende udbrud, men blev hentet på sidste omgang, og endte som nummer 52.

#### 2019
I januar 2019 forlængede Deceuninck-Quick Step og Kasper Asgreen kontrakten, så den nu var gældende til udgangen af 2021.
Kasper Asgreen skulle 7. april 2019 for første gang prøve kræfter med den belgiske klassiker Flandern Rundt. I den 103. udgave af løbet, fik han karrierens hidtil bedste resultat, da han efter 270 km kørte sig ind på andenpladsen, 14 sekunder efter den italienske vinder, Alberto Bettiol.
I USA endte han i maj på en samlet tredjeplads ved etapeløbet Tour of California, vandt løbets 2. etape og endte som samlet vinder af pointkonkurrencen. Etapesejren var Asgreens første professionelle sejr.
Ved DM i landevejscykling 2019 i slutningen af juni, vandt Kasper Asgreen både sølv og guld. Først blev han en suveræn vinder på enkeltstarten, med et forspring på 24 sekunder ned til de seneste tre års vinder Martin Toft Madsen. Nogle dage efter hjalp han holdkammerat Michael Mørkøv med at genvinde DM-titlen i linjeløb, hvorefter han selv tog sig af 2. pladsen i samme tid som Mørkøv, og ét sekund foran Niklas Larsen på tredjepladsen.
I juli deltog Kasper Asgreen for første gang i verdens største cykelløb, Tour de France. Her skulle han være hjælperytter for holdets store stjerner som Elia Viviani og Julian Alaphilippe. Alligevel fik han selv muligheden for at køre om etapesejre, og på 17. etape endte han på andenpladsen efter Matteo Trentin. På 13. etape, som var løbets anden enkeltstart, endte han på 8. pladsen.
8. august vandt Asgreen igen en medalje ved en enkeltstart. Denne gang var det ved EM i landevejscykling i Alkmaar, hvor det blev til en sølvmedalje, 18 sekunder efter den nye europamester og holdkammerat fra Quick-Step, Remco Evenepoel.

#### 2020
Efter et soloudbrud på de sidste ni km af det vigtige ProSeries éndagsløb Kuurne-Bruxelles-Kuurne, vandt Kasper Asgreen 1. marts sit til dato største cykelløb. Tv-kommentator Thomas Bay fra Eurosport, kaldte under opløbet Asgreen for “Watt-monsteret fra Kolding”.
Ved det franske etapeløb Paris-Nice som blev kørt i perioden 8. og 14. marts, blev Asgreen på løbets enkeltstart nummer tre, 12 sekunder efter vinderen Søren Kragh Andersen. På grund af udbruddet af coronavirus blev løbets sidste etape aflyst.
Da coronaviruspandemien i verden fortsatte, blev alle forårets klassiske cykelløb aflyst, og ingen ryttere kunne køre løb. Derfor blev der arrangeret en del virtuelle løb, heriblandt The Digital Swiss 5 i slutningen af april, som blev Kasper Asgreens første deltagelse. Her deltog han 25. april fra sin terrasse i Kolding i løbets fjerde etape. Efter de 36,8 kilometers cykling på sin cykeltræner, endte han på 39. pladsen, 5.02 minutter efter vinderen Stefan Küng fra Groupama-FDJ. I forbindelse med 1. etape af Virtual Tour de France kørte han 4. juli 36,4 km på den digitale platform Zwift.
Asgreens første løb efter coronapausen blev Strade Bianche den 1. august. Her var han én af 124 ryttere som ikke gennemførte løbet. I ugerne efter kørte han Milano-Sanremo og Critérium du Dauphiné.
Ved Danmarksmesterskaberne i linjeløb den 23. august i Middelfart, vandt Kasper Asgreen efter 198,9 kilometers kørsel guld, ni sekunder foran Andreas Kron og 18 sekunder foran holdkammerat og regerende mester Michael Mørkøv. Få timer efter Asgreen havde sikret sig dannebrogstrøjen, blev han af sit hold Deceuninck-Quick Step udtaget til årets Tour de France.
På grund af Danmarks Cykle Unions dårlige økonomi og en presset cykelkalender mellem danmarksmesterskaberne og starten på Tour de France den 29. august, valgte unionen at de bedste danske mandlige cykelryttere ikke kom til at køre hverken linjeløbet eller enkeltstarten ved EM i cykling den 24. og 26. august, og dermed kunne Kasper Asgreen ikke forsvare sin sølvmedalje fra enkeltstarten i 2019.
På vej ned af Col de Menté på  8. etape af Tour de France satte Asgreen hastighedsrekord. Han ramte 97,1 kilometer i timen, hvilket på dette tidspunkt var den højeste hastighed målt i dette års Tour de France.
Fem dage efter afslutningen på Tour de France, tog Kasper Asgreen til italienske Imola, for at deltage ved VM i landevejscykling. Sammen med Mikkel Bjerg var han den danske repræsentation ved herrernes enkeltstart. Asgreen endte på 6. pladsen, 47,13 sekunder efter den italienske vinder Filippo Ganna. Asgreen deltog ikke i linjeløbet to dage efter på grund af den meget kuperede rute.
Den 3. oktober genvandt han det danske mesterskab i enkeltstart, 1,38 minut foran Martin Toft Madsen. Derefter var Asgreen regerende dansk mester i både linjeløb og enkeltstart.
Oktober måned blev Kasper Asgreens sidste i sæsonen 2020. Her kom han på 11. pladsen i Gent-Wevelgem, 13. pladsen ved Flandern Rundt, inden han 21. oktober sluttede sæsonen af med en 9. plads ved Tre dage ved Panne. Samlet sluttede han på 62. pladsen på UCIs verdensrangliste, hvor han året før endte på 58. pladsen.

#### 2021
Modsat de seneste års sæsonopstarter hvor han opholdte sig hjemme i Kolding, valgte Kasper Asgreen i januar 2021 at tage til spanske Girona for at træne alene, og senere til årets første træningslejr i Calpe med Deceuninck-Quick Step. Først løb i sæsonen blev som de seneste to år også Tour de La Provence i midten af februar.
Asgreen vinder Flandern Rundt 4. april 2021, foran Mathieu van der Poel efter et langt udbrud fra hovedfeltet.
Den 30. april forlængede Asgreen sin kontrakt med Deceuninck-Quick Step til og med 2024-sæsonen.

## Meritter
2016
3. plads ved DM i enkeltstart
3. GP Viborg
3. plads sammenlagt i Tour de Berlin
5. plads ved VM for U23 i enkeltstart
2017
1.  Dansk U-23 mester i enkeltstart
1. GP Viborg
1.  Enkeltstart, U/23 EM i landevejscykling
1. i 1. etape Tour de l'Avenir
2018
1.  VM i landevejscykling – Holdtidskørsel
2. plads sammenlagt i Istrian Spring Trophy
1. plads, 1. etape
2019
1.  Dansk mester i enkeltstart
1. plads, 3. etape i Tyskland Rundt
2. Flandern Rundt
2. DM i linjeløb
2.  EM i enkeltstart
3. sammenlagt i Tour of California
 Pointkonkurrencen
1. plads, 2. etape
2020
1.  Dansk mester i enkeltstart
1.  Dansk mester i linjeløb
1. Kuurne-Bruxelles-Kuurne
2021
1. E3 Saxo Bank Classic
1. Flandern Rundt
1.  Dansk mester i enkeltstart
3. plads sammenlagt i Volta ao Algarve
1. plads, 4. etape
2022
3. Strade Bianche
2023
1. plads, 18. etape, Tour de France
1.  Dansk mester i enkeltstart
1. plads, 5. etape, Slovakiet Rundt
2. plads sammenlagt i Fire dage ved Dunkerque
2. plads, 19. etape, Tour de France
2024
2. plads, DM i enkeltstart
2. plads, DM i linjeløb
2025
1. plads, 14. etape, Giro d'Italia
3. plads, DM i enkeltstart

### Resultater i klassikere
| Monument                | 2018 | 2019 | 2020 | 2021 | 2022 | 2023 | 2024 |
| ----------------------- | ---- | ---- | ---- | ---- | ---- | ---- | ---- |
| Milano-Sanremo          | —    | —    | 72   | 99   | —    | 36   | 16   |
| Flandern Rundt          | —    | 2    | 13   | 1    | 23   | 7    | 47   |
| Paris-Roubaix           | —    | 50   | —    | 68   | 44   | DNF  | 88   |
| Liège-Bastogne-Liège    | —    | —    | —    | —    | —    | —    | —    |
| Lombardiet Rundt        | DNF  | —    | —    | —    | —    |      |      |
| Klassikere              | 2018 | 2019 | 2020 | 2021 | 2022 | 2023 | 2024 |
| Omloop Het Nieuwsblad   | —    | —    | 35   | 49   | 76   | —    | DNF  |
| Kuurne-Bruxelles-Kuurne | —    | 31   | 1    | 34   | 84   | —    | 88   |
| Strade Bianche          | —    | —    | DNF  | 25   | 3    | —    | 40   |
| E3 Saxo Classic         | —    | 48   | —    | 1    | 10   | 51   | 77   |
| Gent-Wevelgem           | —    | —    | 11   | —    | 32   | 93   | 53   |
| Dwars door Vlaanderen   | —    | 143  | —    | 30   | —    | —    | —    |
| Amstel Gold Race        | —    | —    | —    | —    | 6    | —    | —    |

| —   | Deltog ikke      |
| DNF | Gennemførte ikke |

## Udmærkelser
- Årets Idrætsnavn i Kolding (2016, 2018, 2019)[43][44]
- Årets Koldingborger (2019)[45]
- Årets enkeltstartsrytter i Danmark (2019)[46]

## Privat
Kasper Asgreen er bosat i Bramdrupdam i hjembyen Kolding, og har siden 2019 været partner med den canadiske forhenværende cykelrytter Gabrielle Pilote Fortin. Parret blev i februar 2024 viet på Frederiksberg Rådhus af Asgreens tidligere sportsdirektør Brian Holm.